# Сэквилл, Ричард, 3-й граф Дорсет
Ричард Сэквилл, 3-й граф Дорсет (англ. Richard Sackville, 3rd Earl of Dorset; 18 марта 1589 — 28 марта 1624) — английский дворянин и государственный деятель.

## Биография
Родился 18 марта 1589 года в Чартер-хаусе, Лондон. Старший сын Роберта Сэквилла, 2-го графа Дорсета (1561—1609), и его первой жены Маргарет Говард (1562—1591), дочери Томаса Говарда, 4-го герцога норфолка. Он носил титул учтивости — лорда Бакхерста с 1608 по 1609 год, когда он сменил своего отца на посту графа Дорсета и унаследовал семейный дом Ноул-хаус.
В 1612—1624 годах Ричард Сэквилл служил лордом-лейтенантом графства Сассекс.
Ричард Сэквилл, пожалуй, лучше всего запомнился как первый муж леди Энн Клиффорд (1590—1676). Они поженились 27 февраля 1609 года, но их брак не увенчался успехом. Сторонники графа были склонны обвинять могущественную личность леди Энн, в то время как сторонники графини указывали на неоднократные измены графа, не говоря уже о его расточительности и долгах — «одном из самых опытных игроков и расточителей семнадцатого века».
По слухам, отмеченным позже антикваром Джоном Обри, одной из «наложниц» Ричарда Сэквилла была Венеция Стэнли (1600—1633). Говорили, что у нее были от него дети, и он назначил ей ренту в размере 500 фунтов стерлингов в год. Среди других любовниц графа была Марта Пенистоун, жена сэра Томаса Пенистоуна, одного из свиты графа.
На момент свадьбы леди Энн вела длительную судебную тяжбу по поводу своих прав на наследство; В 1617 году 3-й граф Дорсет передал свои претензии на оспариваемые земли предков Якову I в обмен на денежный платеж, который граф использовал для погашения своих игровых долгов. Сохранился каталог их домашнего хозяйства в Ноуле между 1613 и 1624 годами. В нем записаны имена и роли слуг, а также указано, где они сидели за едой. В список вошли две африканские служанки: Грейс Робинсон, горничная в прачечной, и Джон Мороко, работавший на кухне. Оба были описаны как «блэкаморы».
В промежуток между 1612 и 1621 годом у 3-го графа Дорсета и леди Энн было пятеро детей; однако ни один из трех их сыновей, родившихся в 1616, 1618 и 1621 годах, не пережил своего отца. Их две дочери, Изабелла (6 октября 1622 − 22 августа 1661) и Маргарет (2 июля 1614 — май 1676) прожили дольше. Маргарет стала женой Джона Тафтона, 2-го графа Танета.
3-й граф Дорсет скончался в Дорсет-хаусе в Лондоне, не оставив наследника мужского пола, в пасхальное воскресенье 1624 года в Дорсет-хаусе в Лондоне, и ему наследовал его младший брат Эдвард Сэквилл. Он был похоронен 7 апреля 1624 года в приходской церкви Святого Михаила в Уитихеме, Сассекс.